# Colored Orphan Asylum
Pour les articles homonymes, voir Orphan.
Le Colored Orphan Asylum est un orphelinat de la ville de New York, ouvert de 1836 à 1946. Principalement dirigé par des 
femmes, il s'agit du premier établissement du pays à accueillir des enfants noirs, soit en moyenne 400 pensionnaires par an.

## Histoire

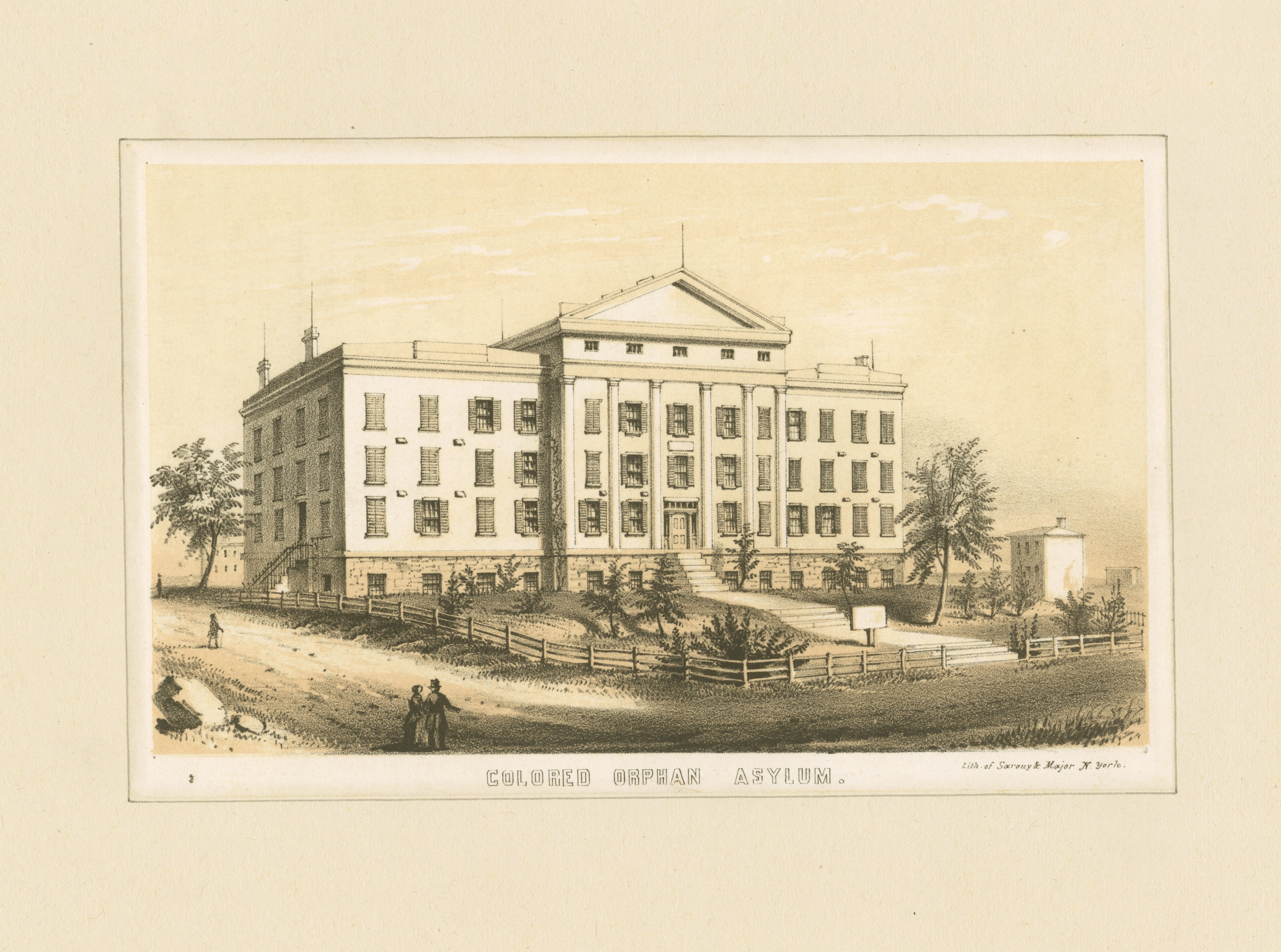
Le Colored Orphan Asylum dans les années 1850, New York, Emmet Collection of Manuscripts.

Le Colored Orphan Asylum est fondé en 1836 par les quakers ou membres de la société religieuse des Amis, Anna Shotwell et Mary Lindley Murray. L'orphelinat est le premier du genre aux États-Unis à accueillir des enfants noirs dont les parents sont morts ou ne peuvent plus prendre soin d'eux. En 1846, le Dr James McCune Smith, premier médecin afro-américain sous licence du pays, devient le directeur médical de l'établissement.
L'orphelinat est uniquement géré par des femmes pendant plus d'un siècle et atteint la reconnaissance avant la guerre civile en tant qu'institution modèle. Moins d'un tiers des pensionnaires sont orphelins et, vers l'âge de douze ans, la plupart d'entre eux sont renvoyés à leurs parents ou placés dans des postes de travailleurs agricoles ou de domestiques.
Dès 1836, l'institution s'installe sur la cinquième avenue entre la 42e et 43e rue. Le bâtiment de quatre étages comprend deux ailes. L'institution déménage ensuite plusieurs fois à Manhattan.

## Les émeutes de 1863 ouDraft Riots

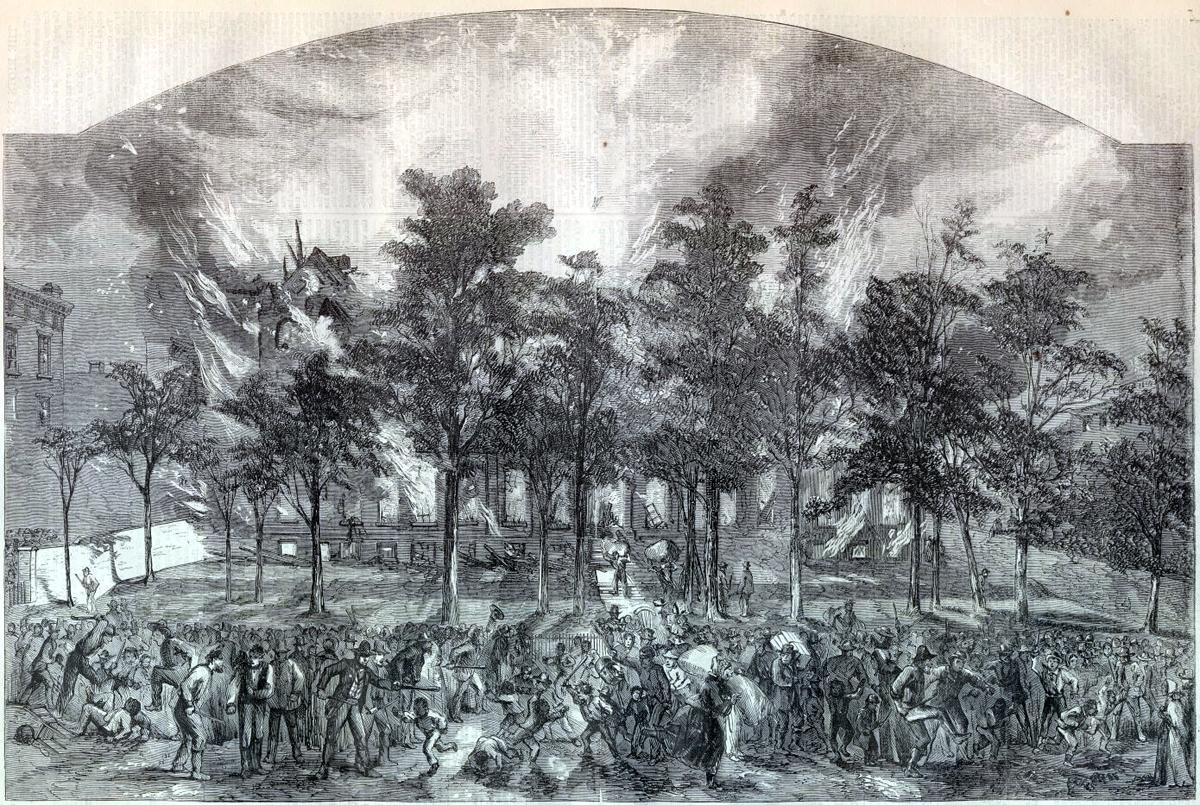
Illustration de l'incendie du Colored Orphan Asylum, lors des émeutes de juillet 1863, New York, Harper's Weekly, 1863.

Forme de guerre civile en pleine guerre de Sécession, les Draft Riots sont qualifiées comme l'une des plus meurtrières insurrections de l’histoire de New York. Du 13 au 16 juillet 1863, 120 personnes sont tuées.
En mars 1863, tous les hommes âgés de vingt à trente-cinq ans sont soumis à un nouveau programme militaire. Le gouvernement fédéral utilise un système de loterie pour choisir les hommes admissibles dans l'armée. Les hommes sélectionnés ont cependant l'occasion d'embaucher un remplaçant ou de payer au gouvernement trois cents dollars pour éviter l'enrôlement, mais la plupart des hommes qui travaillent n'ont pas les moyens de se substituer.  
La colère des classes ouvrières s'étend mais ce ne sont cependant pas les personnes les plus aisées qui sont prises pour cibles. La nouvelle possibilité d’embauche de travailleurs afro-américains sur les docks déclenche les hostilités et la population afro-américaine est victime de nombreux lynchages, d'incendies ou de destructions de bâtiments. Au bout du troisième jour, l’armée rétablit l’ordre. Les émeutes ont notamment pour conséquence un exode de la population noire vers le quartier de Brooklyn.
Le Colored Orphan Asylum est incendié par des ouvriers irlandais, le 13 juillet 1863. Les enfants sont conduits par la porte arrière pour être évacués,. Le personnel obtient notamment le soutien de l'activiste et femme médecin Clemence Sophia Harned Lozier qui lance une collecte de nourriture et de médicaments pour les enfants du Colored Orphan Asylum.

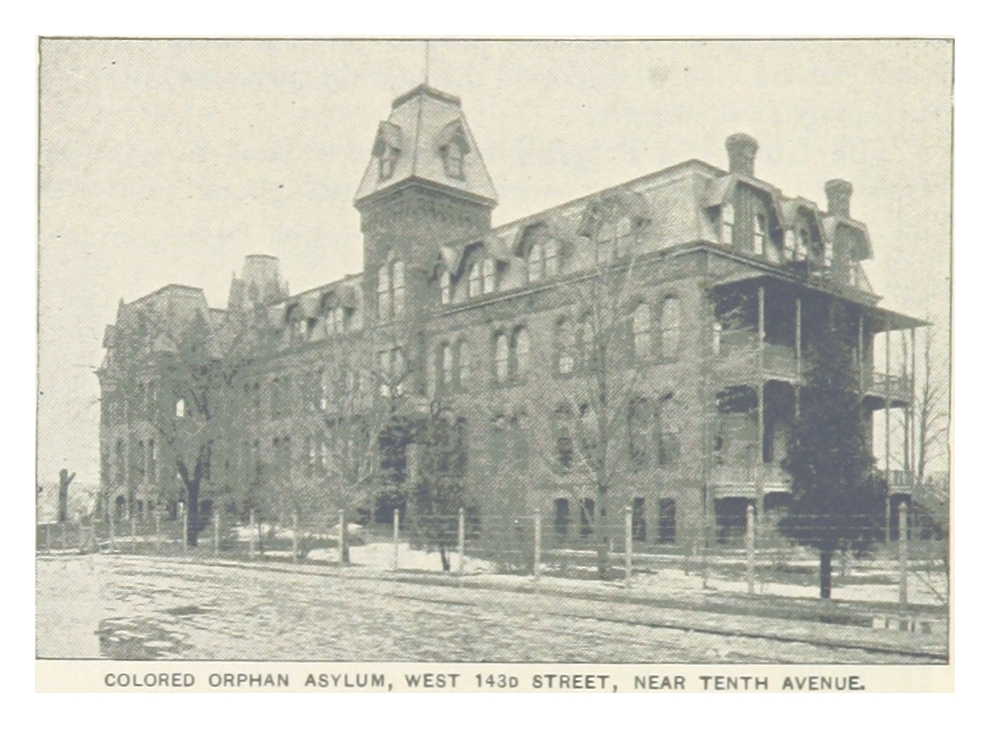
Nouveau bâtiment du Colored Orphan Asylum, 1893, King’s Handbook of New York City.

## Reconstruction
En 1867, l'orphelinat est reconstruit par les Quakers sur la Amsterdam Avenue. En 1907, de nouvelles installations voient le jour à Riverdale selon le «plan de cottage», une réforme de l'ère progressiste visant à réorganiser de grandes institutions dites philanthropiques ou déshumanisantes en campus de petites maisons semblables à des maisons traditionnelles. La première membre afro-américaine du conseil d'administration est nommée en 1939 et le premier homme en 1940. 
Le Colored Orphan Asylum est rebaptisé la Riverdale Children's Association en 1944. En 1946, à la suite d'une controverse sur les conditions d'accueil dans l'orphelinat, l'institution se concentre sur des soins en famille d'accueil ou dispersés en petits groupes.

## Héritage
Le campus de Riverdale a été vendu à la maison hébraïque pour les personnes âgées de Riverdale et les bureaux de l'association se sont installés à proximité des cliniques médicales et dentaires de la East 79th Street. En 1968, l'association lance un programme visant à préserver les familles en leur fournissant des références et des conseils, avec pour objectif d'éviter un placement des enfants en famille d'accueil. La Riverdale Children's Association déménage sur la 168th Street et devient le Westside Center for Family Services. 
En mars 1988, le Westside Center for Family Services fusionne avec les Harlem-Dowling Children's Services.